# Tomáš Trnavský
Tomáš Trnavský (* 23. listopadu 1973) je bývalý český florbalový útočník, kapitán reprezentace a trenér. Je dvojnásobný vicemistr Česka z let 1996 a 1999 a vicemistr světa z roku 2004. Jako hráč českých a švýcarských soutěží byl aktivní v letech 1994 až 2008. Po konci hráčské kariéry působil ve Švýcarsku jako trenér.

## Klubová kariéra
Trnavský se věnoval florbalu již v jeho začátcích v Česku. V nejvyšší florbalové soutěži hrál už od její první sezóny v roce 1994 za tým North Stars Ostrava, ve druhé sezóně pak za UHC Ostrava. Od třetího ročníku přestoupil do klubu FBC Ostrava, který v něm potřetí získal stříbro. V Ostravě již byl nejproduktivnějším hráčem týmu a v sezónách 1998/1999 a 1999/2000 i celé ligy. V roce 1998 Ostrava zvítězila na Czech Open, v následující sezóně 1998/1999 po třech letech znovu získala ligové stříbro, tentokrát již v play-off, a o rok později bronz.
Na Czech Open v roce 2000 si Trnavského vyhlédl švýcarský klub UHC Grünenmatt. V té době hráli NLB, druhou nejvyšší soutěž, ale po následující sezóně sestoupily do 1. ligy. Trnavský po té působil i jako hrající trenér v prvoligovém týmu klubu SV Wiler-Ersigen. Na konci roku 2003 přestoupil do klubu Zäziwil-Gauchern do National League A. V NLA odehrál jeden a půl sezóny a následně se v létě 2005 vrátil do Grünenmattu, který právě postoupil zpět do NLB, a za který v té době hráli již další dva Češi, Aleš Zálesný a Radek Sikora. Za tým odehrál tři další sezóny. V roce 2007 se probojovali do nejvyšší soutěže.
Na konci roku 2008 ukončil hráčskou kariéru, ale v klubu pokračoval v roli trenéra a sportovního manažera. V sezónách 2009/2010 a 2010/2011 dovedl tým do play-off. V roce 2009 do týmu přivedl Tomáše Chrápka.
Po sezóně 2010/2011 změnil působiště a dva roky trénoval tým Unihockey Langenthal Aarwangen (ULA) v NLB. Do týmu opět přivedl několik Čechů, mimo jiné znovu Tomáše Chrápka. V roce 2013 se znovu přesunul do nejvyšší soutěže jako trenér klubu Floorball Köniz, kde působil až do začátku roku 2015, kdy skončil po několika prohraných zápasech v řadě. Na část sezóny 2015/2016 se vrátil do Grünenmattu jako asistent Tomáše Chrápka, nového hlavního trenéra týmu.

## Reprezentační kariéra
Trnavský reprezentoval Česko na pěti mistrovstvích světa v letech 1998 až 2004 a 2008. Patří tak k českým hráčům s nejvyšším počtem účastí. Na šampionátu v roce 2004 jako kapitán dovedl tým k první české medaili. Popáté a naposledy si na mistrovství zahrál v Česku v roce 2008, kde byl nejstarším hráčem českého výběru.
Roli reprezentačního trenéra poprvé zkusil na Akademickém mistrovství světa v roce 2006. Do vedení seniorské reprezentace byl zvolen v roce 2009. Nahradil tak Zdeňka Skružného. V listopadu následujícího roku na Euro Floorball Tour český tým pod jeho vedením poprvé v historii remizoval proti Švédské reprezentaci. V prosinci na mistrovství světa vybojovali bronz, druhou českou medaili. Reprezentaci vedl i na dalším mistrovství v roce 2012, kde naopak Češi dosáhli nejhoršího výsledku v historii.
| Umístění | Soutěž                                       |
| -------- | -------------------------------------------- |
| 6.       | Mistrovství světa ve florbale 1998           |
| 6.       | Mistrovství světa ve florbale 2000           |
| 4.       | Mistrovství světa ve florbale 2002           |
|          | Mistrovství světa ve florbale 2004 (kapitán) |
| 4.       | Mistrovství světa ve florbale 2008           |
|          | Mistrovství světa ve florbale 2010 (trenér)  |
| 7.       | Mistrovství světa ve florbale 2012 (trenér)  |